# 警視庁追跡捜査係
『警視庁追跡捜査係』（けいしちょうついせきそうさがかり）は、堂場瞬一による日本の警察小説のシリーズ。2010年から角川春樹事務所のハルキ文庫で刊行されている。

## 概要
第1作『交錯 警視庁追跡捜査係』は、角川春樹事務所のPR誌『ランティエ』において2009年1月号から12月号まで連載された。第2作『策謀 警視庁追跡捜査係』以降は書き下ろし。
2013年、「アナザーフェイス」シリーズとのコラボレーション企画が行われた。「アナザーフェイス」シリーズ第5作『凍る炎 アナザーフェイス5』で解決されたはずの事件を、本シリーズ第5作『刑事の絆 警視庁追跡捜査係』で洗い直す。
2021年、堂場の作家デビュー20周年を記念し、他社刊の「ラストライン」シリーズ、「警視庁犯罪被害者支援課」シリーズとのコラボレーション企画が行われた。『応天の門』の漫画家・灰原薬が、本シリーズの沖田と西川、「ラストライン」シリーズの岩倉、「警視庁犯罪被害者支援課」シリーズの村野のイラストを描き下ろした。1月に刊行された本シリーズ第10作『時効の果て 警視庁追跡捜査係』には、「ラストライン」シリーズの岩倉が登場した。8月に刊行された「警視庁犯罪被害者支援課」シリーズ第8作『チェンジ 警視庁犯罪被害者支援課8』には、本シリーズの沖田と西川が登場した。

## シリーズ一覧
1. 『交錯 警視庁追跡捜査係』、2010年1月15日発売[7]、ISBN 978-4-75843453-9、解説：西上心太
2. 『策謀 警視庁追跡捜査係』、2011年1月15日発売[8]、ISBN 978-4-75843520-8
3. 『謀略 警視庁追跡捜査係』、2012年1月14日発売[9]、ISBN 978-4-75843628-1
4. 『標的の男 警視庁追跡捜査係』、2013年1月15日発売[10]、ISBN 978-4-75843713-4
5. 『刑事の絆 警視庁追跡捜査係』、2013年12月14日発売[11]、ISBN 978-4-75843791-2 - 「アナザーフェイス」シリーズの第5作『凍る炎』とのコラボレーション作品。
6. 『暗い穴 警視庁追跡捜査係』、2015年9月15日発売[12]、ISBN 978-4-75843945-9
7. 『報い 警視庁追跡捜査係』、2017年2月14日発売[13]、ISBN 978-4-75844069-1
8. 『脅迫者 警視庁追跡捜査係』、2018年7月14日発売[14]、ISBN 978-4-75844186-5
9. 『垂れ込み 警視庁追跡捜査係』、2020年1月15日発売[15]、ISBN 978-4-75844316-6
10. 『時効の果て 警視庁追跡捜査係』、2021年1月15日発売[16]、ISBN 978-4-75844386-9 - 「ラストライン」シリーズとのコラボレーション作品。
11. 『不可能な過去 警視庁追跡捜査係』、2023年1月13日発売[17]、ISBN 978-4-75844536-8

12.『陰からの一撃 警視庁追跡捜査係』、               2024年1月13日発売、ISBN 978-4-75844612-9

## 登場人物

### 追跡捜査係
沖田 大輝（おきた だいき）
40歳、独身。
捜査一課強行犯係から追跡捜査係に異動になったが、納得しておらず、いずれ必ず戻りたいと思っている。後輩の酒井曰わく「子どもが見たら逃げ出す」ような強面で、喧嘩っ早いことで知られる。がさつな性格で、思ったことがすぐに口をついて出てしまう、デリカシーのない男。考える前に走り出すタイプ。
時計が趣味の一つで、ボーナスをはたいて買ったヴァルカンのアラーム機構付きの時計を愛用している。
『交錯』で事件被害者の少年の母親に恋愛感情を抱き、交際するようになる。
『アナザーフェイス』の主人公で、刑事総務課所属の大友鉄は、捜査一課強行犯係時代の同僚。
西川 大和（にしかわ やまと）
沖田とは同期だが、互いに気が合わず、何かにつけて嫌味を言い合うのが常である。
捜査記録の行間に隠れた失敗、顧みられなかった証拠、突っ込みきれなかった証言などを探し出す能力にかけては警視庁随一。だが、決して足を使わず、書類とコンピュータだけで全てをこなそうとする点は刑事の基本から外れている。記憶力と分析力を武器に資料を精査してから動き出す、効率を求めるタイプ。常に冷静沈着であることをモットーにしている。几帳面な性格で、なるべく定時に仕事を終え、帰宅し家族団欒をした後に、読みきれなかった資料や報告書に自室で目を通す。
新聞などで報道される事件の記事をスクラップしており、殺人・強盗（一課）を赤、詐欺・経済事案（二課）を青、窃盗（三課）を黄色と、種別ごとに見出しを色分けしている。
妻と中学生の息子がおり、23区内に一戸建てを持つ。妻の美也子は所轄署時代の後輩で、西川の一目惚れだった。息子の竜彦は大のサッカー好き。
大竹（おおたけ）
極端に口数が少ないため、時にはボディランゲージから伝えたいことや考えていることを汲み取らなければならない。
三井 さやか（みつい さやか）
捜査一課強行犯係（〜『策謀』）→ 追跡捜査係 刑事（『謀略』〜）。30歳、独身。
所轄署の刑事課から捜査一課に栄転し、一課の最年少刑事だったが、追跡捜査係へ異動となる。
鳩山（はとやま）
追跡捜査係長。180cm、90kg（自己申告）。
元強行犯係の係長。激務が祟り、ウイルス性肝炎に罹り入院していたが、2カ月前に退院。リハビリを兼ねて追跡捜査係に回された。西洋梨のような体型とゆったりとした口調は、その場にいるだけで緊張感を削いでしまう。

### その他
本多 響子（ほんだ きょうこ）
『交錯』で、息子の啓介が通り魔の被害に遭いかけた女性。バツイチ。沖田と交際する。
実家は長崎県。商売をしている高齢の父親から、家業を継いでほしいと言われている。

## 各巻あらすじ
交錯（こうさく）
白昼の新宿で通行人を無差別に殺傷する男を、別の男が「刃物で刺す」という文字通り体当たりの方法で阻止し、そのまま姿を消してしまう。
青山の宝飾店で起きた強盗事件。盗まれたのは高価な時計ばかりで、その手際の良さから、計画的な犯行と考えられた。
無差別殺人犯を止めた男探しと強盗事件、どちらの事件も捜査が行き詰まり、追跡捜査係の沖田と西川が「別の視点」から捜査をすることになった。互いに気が合わない2人だったが、2つの事件が思わぬ形で交錯し……。
- 大山公人：新宿で無差別に3人を殺傷した人物。4人目を刺そうとした時に、自分が何者かに刺され、意識の回復が見込めない植物状態に陥る。
- 名無し：無差別に人を切りつける大山を、「刺す」という体当たりの方法で止めた。その後姿を消してしまう。ネット上では英雄視される。
- 本多啓介：大山に4番目に殺されそうになった小学生。間一髪「名無し」に助けられる。PTSDに苦しむ。
- 古河：強盗被害に遭った宝飾店「ジュエリー・コガ」のオーナー。
- 葛原：西川行きつけのレストランのウェイター。店にも誰にも何も告げずに行方をくらます。
- 本多響子：啓介の母親。バツイチで啓介と二人暮らし。

策謀（さくぼう）
5年前、渋谷区内で人を殺したとして国際指名手配されていた容疑者・船田透が帰国するという情報が西川にもたらされる。手配されていることを分かっていながら、船田はなぜ本名で堂々と帰国したのか。逮捕された船田は取調べで一貫して無実を主張し、唯一の証拠である凶器に付いた指紋も、事件以前に付いたものだと言い張り、知的で理詰めの口調は西川を苛立たせる。
一方、同じく5年前に渋谷で15人が犠牲となったビル放火事件を洗い直していた沖田は、火元がビルのオーナーが倉庫として使用していた部屋であることから犯行動機に疑問を持つ。再び関係者に聞き取りを開始するが、火災で死亡したオーナーの会社の社員が1人、所在不明になっていることが判明する。関係者の足跡捕捉は最低限の仕事にもかかわらず、それが行われていなかったのは、放火の消火作業中に前述の殺人事件の通報があり、指揮系統が混乱していたからだった。少ない手がかりをたどり、所在不明の社員・本間純一の居所を突き止め、不審な態度を見せる本間を問い詰めると、本間が5年前に「コーシン」という政治団体に便宜を図ってビルの一室を貸していたことを白状した。
- 船田透：5年前、渋谷区内で人を殺したとして指名手配される直前に出国し、国際手配されていた。元代議士秘書。
- 鹿取孝也：5年前の12月23日、渋谷区内の路上で撲殺された。当時23歳。
- 原：火災のあったビルの近くの喫茶店のマスター。
- 小森隆康：火災で死亡したビルのオーナー。渋谷と新宿にビルを3つ所有し、5人の社員がいた。
- 本間純一：所在不明になっている小森の会社の社員。
- 小森有子：小森の妻。心労で入院している。75歳。
- 助川護：コーシンの上部団体「民主経済研究会」のメンバー。
- 竹岡貢：5年前に船田が秘書を務めていた代議士。与党内ではかなりの実力者。

謀略（ぼうりゃく）
標的の男
刑事の絆

## 用語
追跡捜査係
警視庁捜査一課に設置された、未解決事件を専門に捜査する本シリーズにおける架空の部署。

捜査に行き詰まった事件を、別の視点から見直し、事件解決の糸口を見つける。手がかりが見つかったら、再び元の捜査担当に打ち返すため、尻拭い班とも言える。組織上は捜査一課の下にぶら下がっているが、突発的に発生した未解決事件は全て「参考までに」と資料が送られてくる。

「捜査一課の盲腸」という見方をする者も多く、2009年11月に捜査一課内に未解決事件の専従捜査班「特命捜査対策室」が発足してからは特に、「無用論」が公然と語られるようになっており、はるかに規模が大きい特命捜査対策室への吸収、あるいは自然消滅させるのが当然と沖田は考えている。

## テレビドラマ
『警視庁追跡捜査係-交錯-』と題し、2023年8月7日に、テレビ東京の「月曜プレミア8」で放送された。主演は遠藤憲一と高橋克典のダブル主演。

### キャスト

#### 主要人物
沖田大輝
演 - 遠藤憲一
警視庁追跡捜査係の刑事。
西川大和
演 - 高橋克典
警視庁追跡捜査係の刑事。

#### 警視庁

##### 追跡捜査係
酒井智文
演 - 河相我聞
刑事。
荻野正敏
演 - 葵揚
刑事。
鳩山哲也
演 - 正名僕蔵
係長。

##### 強行犯係
三井さやか
演 - ファーストサマーウイカ
刑事。追跡捜査係を気に掛ける。
井上繁明
演 - 阿南健治
管理官。
佐々木
演 - 古澤蓮
刑事。
原口和利
演 - 梅田誠弘
刑事。

#### 西川の関係者
西川美也子
演 - 中山忍
西川の妻。
西川竜彦
演 - 石毛宏樹
西川の息子。

#### 柏木町スクエア連続殺傷事件関係者
本多響子
演 - 観月ありさ
息子が連続殺傷犯に襲われかけた。
本多啓介
演 - 嶺岸煌桜
響子の息子。襲われそうになったところを「名無し」が犯人を刺したことで助けられた。
大山公人
演 - 森優作
連続殺傷犯。「名無し」に刺され重傷を負う。
大山丈秀
演 - 冨家ノリマサ
連続殺傷犯の父親。
橋本玲子
演 - 河邑ミク
連続殺傷事件の被害者。
矢田部拓真
演 - 仁科克基
被害者の橋本玲子の恋人。
有賀浩介
演 - 林家三平
現場の柏木町スクエアのオープンカフェのスタッフで事件の目撃者。
松岡真琴
演 - 小野真弓
負傷した大山公人の主治医。
藤谷博之
演 - 中山慎悟
連続殺傷事件を目撃しネットにその模様の動画を投稿した。
中上香夏子
演 - 神崎亜季

#### 青山貴金属店強盗傷害事件関係者
北村一雄
演 - 袴田吉彦
中古家具販売「オフィス北村」社長。現場から彼の購入した時計が発見された。
瀬川舞子
演 - 片山萌美
北村の秘書。
生田悦郎
演 - やべきょうすけ
北村の高校の同級生で悪友。
古河
演 - 小野了
事件現場の貴金属店「ジュエリー コガ」支配人。
店員
演 - 井上貴惠
「ジュエリー コガ」店員。犯人が落としていった時計を店の商品と間違える。
黒沢保男
演 - みなみかわ
故買商。既に死亡していたが遺留品から事件の盗品の時計が発見された。

#### その他
葛原直志
演 - 田中偉登
レストランの元アルバイト。西川一家と親しい。
中嶋健一
演 - 遠山俊也
葛原直志が働いていたフランス料理レストラン「alpine」店主。
中嶋紗江
演 - 山下容莉枝
健一の妻。
三上
演 - 太田隆司（いぬ）
生田悦郎が通うジム「HYPERMIX GYM」の店員。
山崎
演 - 小椋毅
露天商。特殊な形状のナイフ「ジャンビーヤ」を売買していた。
岩橋順一
演 - 湯江タケユキ
沖田大輝と親しい情報屋。彼に黒沢保男のことを伝える。
店主
演 - 櫻井智
黒沢保男行きつけの喫茶店「Salon de Juliet」店主。
記者
演 - 小野塚雅人、久遠明日美
息子が起こした事件について大山丈秀に詰め寄る「SBC NEWS」の記者。
警察職員
演 - 天田暦
千代田警察署職員。黒沢保男の遺留品について西川大和に伝える。

### スタッフ
- 原作 - 堂場瞬一『交錯 警視庁追跡捜査係』（ハルキ文庫）[19]
- 脚本 - 小峯裕之[19]
- 監督 - 本橋圭太[19]
- 警察監修 - 古谷謙一
- 医療監修 - 長谷川俊典
- 法律監修 - 小川陽一
- アクション - 劔持誠
- 技術協力 - バル・エンタープライズ
- ポスプロ - 松竹映像センター
- 装飾 - 日映装飾美術
- チーフプロデューサー - 中川順平（テレビ東京）[20]
- プロデューサー - 祖父江里奈（テレビ東京）、渡邊竜（松竹）、並川弥央（松竹）[20]
- 制作協力 - 松竹撮影所東京スタジオ
- 製作 - テレビ東京、BSテレ東、松竹株式会社[20]